# مهد التربة

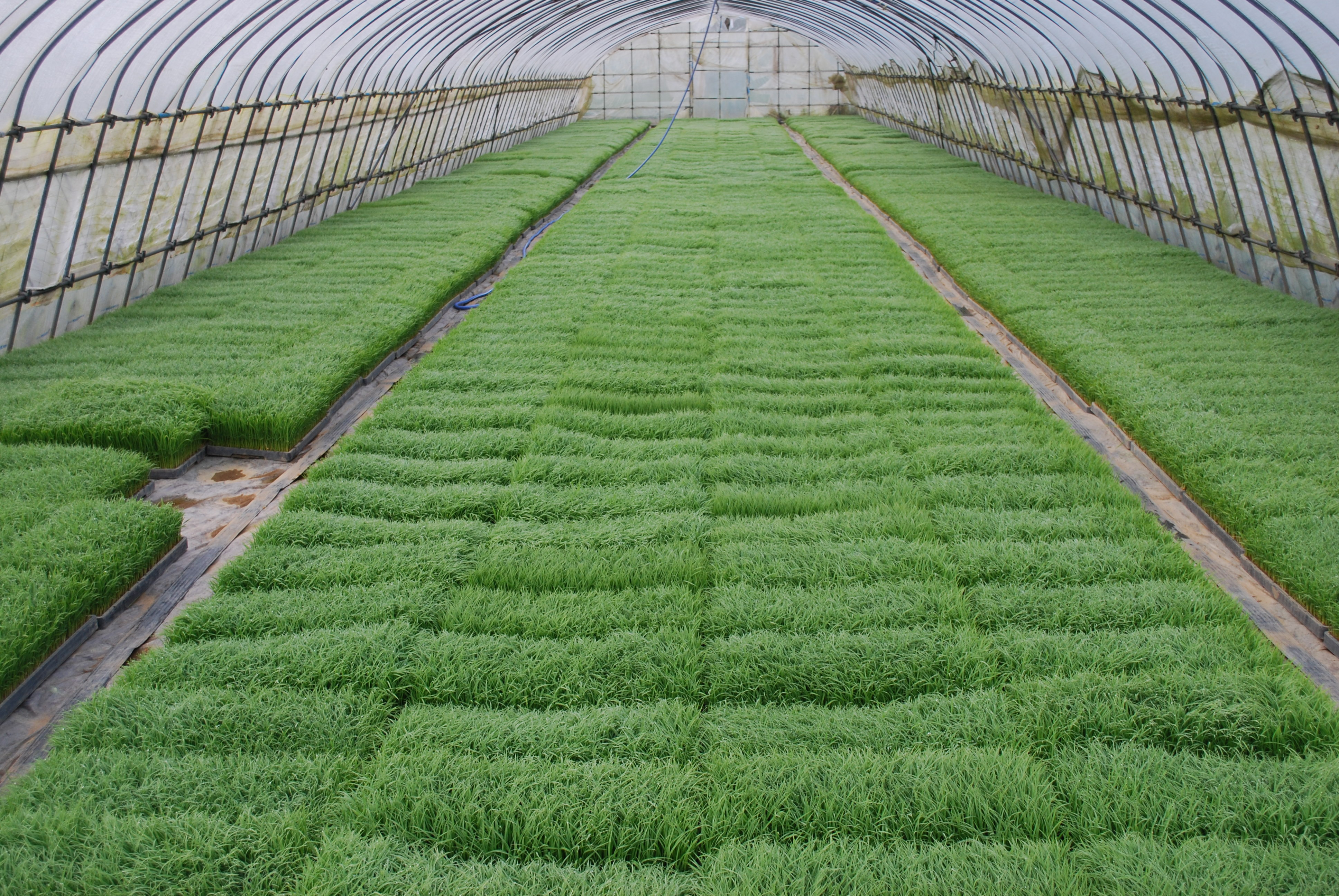

مهد التربة أو حضّانة البذور والشتلات هي بيئة التربة المحلية التي يتم فيها زراعة البذور. وعادة لا تحتوي تلك البيئة على التربة فقط، وإنما تضم أيضًا المحيط البارد ووالمنبت الدافئ المعد بشكل خاص أو مهد التربة المُعَد لزراعة الشتلات داخل نطاق بيئة محكومة جيدًا لتصبح نباتات صغيرة السن ولكن أكبر حجمًا بقليل قبل غرسها وزراعتها في حديقة أو حقل. ويُستخدم مهد الشتلات لزيادة عدد البذور التي يتم إنباتها.
تحتاج تربة مهد الشتلات (مستنبت الشتلات) أن تكون رخوة وناعمة، دون وجود كتل كبيرة. فوجود هذه السمات أمر ضروري حتى يمكن زراعة البذور بسهولة، وعند عمق معين من أجل الحصول على أفضل نتائج ممكنة للإنبات. إذ إن الكتل الكبيرة والأسطح غير المستوية تميل إلى جعل عملية الزراعة عشوائية العمق. كما أن هناك العديد من أنواع الشتلات التي تحتاج إلى تربة رخوة مع وجود الحد الأدنى من المحتوى الصخري أو الحصوي من أجل الحصول على أفضل ظروف ممكنة لإنبات الجذور. (فعلى سبيل المثال، الجزر الذي تتم زراعته في التربة الصخرية يميل إلى أن ينمو بشكل غير مستقيم.)
وعادة يتضمن تحضير مهد البذور في الحقول الزراعية إجراء الحراثة الثانوية من خلال أمشاط الجرافات والمسالف. وهذه الحراثة الثانوية قد تتبع الحراثة الأولية (إذا وجدت)، والتي تتم باستخدام المحاريث القلابة أو المحاريث الحفارة. أما طرق الزراعة بلا حراثة فهي تتجنب الحراثة التي تضر بإعداد مهد التربة وكذلك مكافحة الأعشاب الضارة في وقت لاحق.
غالبًا تتضمن عملية تحضير مهد التربة في الحدائق إجراء عمليات الحراثة الثانوية باستخدام الأدوات اليدوية مثل المجارف والمعاول. وقد يأتي هذا النوع من الحراثة عقب الحراثة الأولية (إن وجدت)، والتي تتم بواسطة المجارف أو الفؤوس أو المعاول. وتوفر آلات الحرث الدوارة بدائل تعمل بالطاقة لتقوم بوظيفة الحرث الأولي والثانوي معًا.
تتضمن عملية إعداد مهد التربة أو المستنبَت ما يلي:
1. إزالة بقايا وفضلات التربة. غالبًا ما يكون بيض الحشرات والجراثيم  المرضية موجودًا في بقايا النباتات، ولذلك يجب إزالتها من كتلة التربة. كما يجب إزالة الحجارة والبقايا كبيرة الحجم؛ لأنها من الممكن أن تمنع الشتلات من النمو بالشكل السليم المطلوب.
2. تسوية السطح. حيث يجب أن تتم تسوية سطح التربة في الموقع حتى من آثار الصرف.
3. تفكيك وحلّ التربة. حيث يتم تفكيك التربة المرصوصة أو المتماسكة بواسطة حفر التربة. إذ يسمح هذا للهواء والماء بدخول التربة والتغلغل فيها، كما يساعد الشتلات على اختراق التربة والنمو. وتتطلب البذور الأصغر حجمًا وجود بنية تربة أكثر رقةً ونعومة. ويمكن تفكيك سطح التربة وتحويله إلى بنية حبيبية ناعمة باستخدام أداة مثل المجراف.

تحسين #التربة. حيث يمكن تحسين بنية التربة عن طريق إنتاج المواد العضوية مثل السماد العضوي أو الخث.
1. التخصيب. يمكن تعديل مستويات النيترات والفوسفات في التربة باستخدام السماد. وإذا كانت التربة تعاني من أي نقص في وجود المغذيات الدقيقة، فيمكن إضافة تلك المغذيات أيضًا.

ويمكن أن تُترك الشتلات حتى تنمو وتصبح نباتات بالغة النمو في مهد التربة الذي زُرعت فيه، وربما من الأفضل أن يتم ذلك بعد عملية الترقيق والتخفيف، حتى نتمكن من إزالة الشتلات الأضعف، أو يمكن أن يتم نقلها إلى الحدود بصفتها نباتات صغيرة.